# فيليكس-غابرييل مارشان
فيليكس-غابرييل مارشان هو صحفي وكاتب عدل وكاتب وسياسي كندي، ولد في 9 يناير 1832 في سان جان سور ريشليو في كندا، وتوفي في 25 سبتمبر 1900 في مدينة كيبك في كندا. نشط حزبياً في حزب كيبيك الليبرالي. وقد انتخب عضو الجمعية الوطنية في كيبك ‏ عن دائرة Saint-Jean (provincial electoral district) ‏ (1 سبتمبر 1867 – 25 سبتمبر 1900) وانتخب Premier of Quebec ‏ (24 مايو 1897 – 25 سبتمبر 1900).